# Gromphas lacordairei
Gromphas lacordairei är en skalbaggsart som beskrevs av Gaspard Auguste Brullé 1837. Gromphas lacordairei ingår i släktet Gromphas och familjen bladhorningar. Inga underarter finns listade i Catalogue of Life.